# Sporenburg (Amsterdam)
Sporenburg is een kunstmatig schiereiland dat in de 19e eeuw is aangeplempt in het Oostelijk Havengebied van Amsterdam. Het schiereiland heeft zijn naam te danken aan het gebruik als rangeerterrein voor de Nederlandse Spoorwegen.
Sporenburg is een langgerecht schiereiland, dat zich min of meer in oost-westelijke richting uitstrekt. Het wordt aan drie kanten omgeven door water: aan de noordzijde de Ertshaven, aan de oostzijde de mond van het Amsterdam-Rijnkanaal en aan de zuidzijde het Spoorwegbassin. Aan de westzijde grenst het aan de Rietlanden.
Sinds de jaren negentig van de twintigste eeuw is het gebied herontwikkeld tot een woonwijk, volgens een stedenbouwkundig plan van West 8. Het plan voor dit deel van het Oostelijk Havengebied, met laagbouw in dichte bebouwing en een drietal hogere gebouwen ("meteorieten"), week sterk af van dat van het eerder voltooide KNSM- en Java-eiland. Het laatste woongebouw, aanvankelijk The Fountainhead genoemd, later Steltloper, werd door allerlei omstandigheden (huizenmarkt, protesten van omwonenden) pas twee decennia na de overige bebouwing voltooid. De voetgangersbruggen over het Spoorwegbassin tussen Sporenburg en Borneo zijn op een originele wijze vormgegeven.
Vanaf begin 2023 vaart een tijdelijk pontveer tussen de in ontwikkeling zijnde Sluisbuurt op het Zeeburgereiland en het Tegelbergplein, op de kop van Sporenburg. Op dit plein staat sinds 2001 het kunstwerk Fragment van een huiskamer van Mark Manders. Elders op het schiereiland bevindt zich sinds 1944 het Monument voor Keesje Brijde.

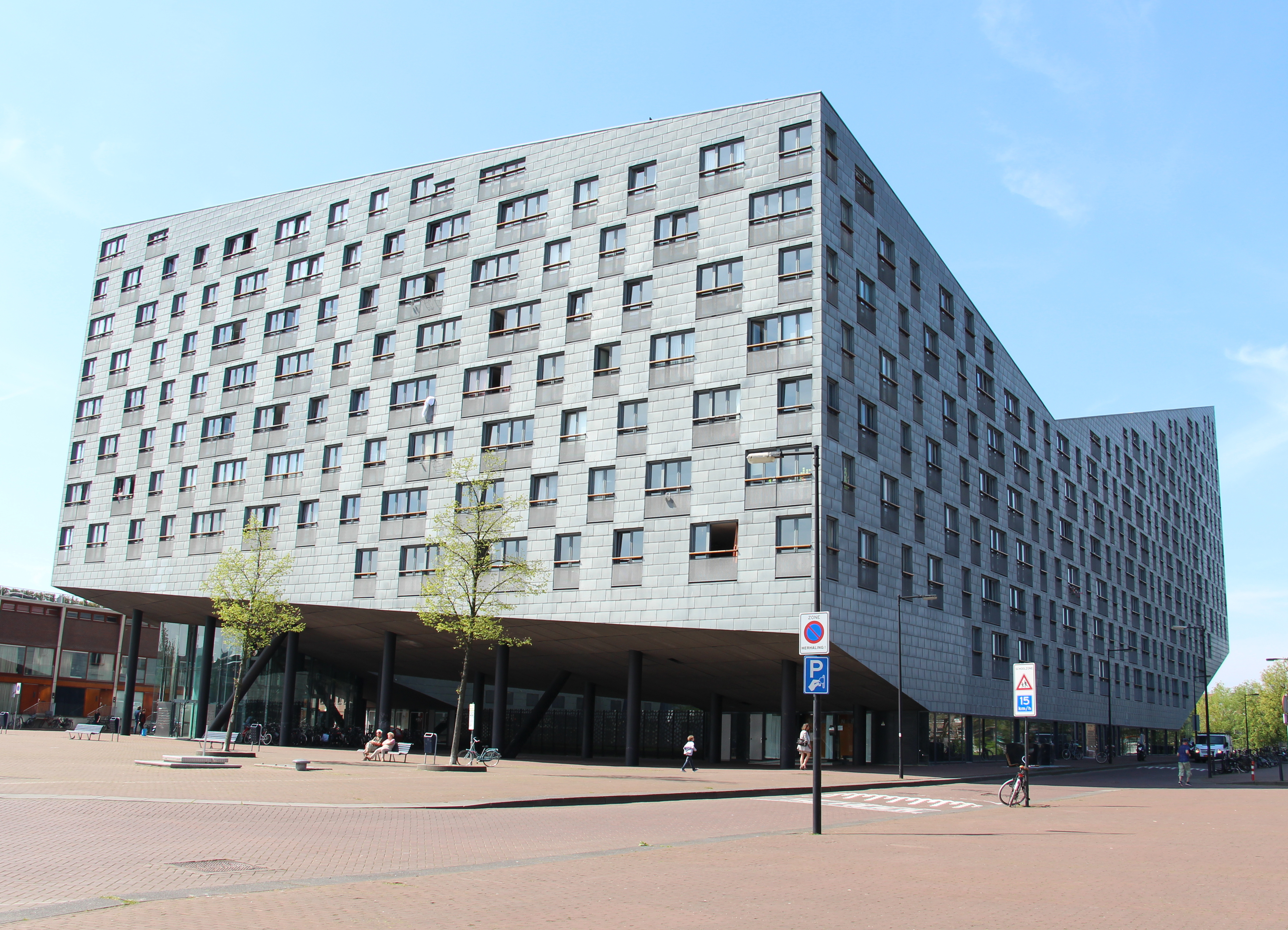
Woongebouw The Whale (F. van Dongen, 2000)
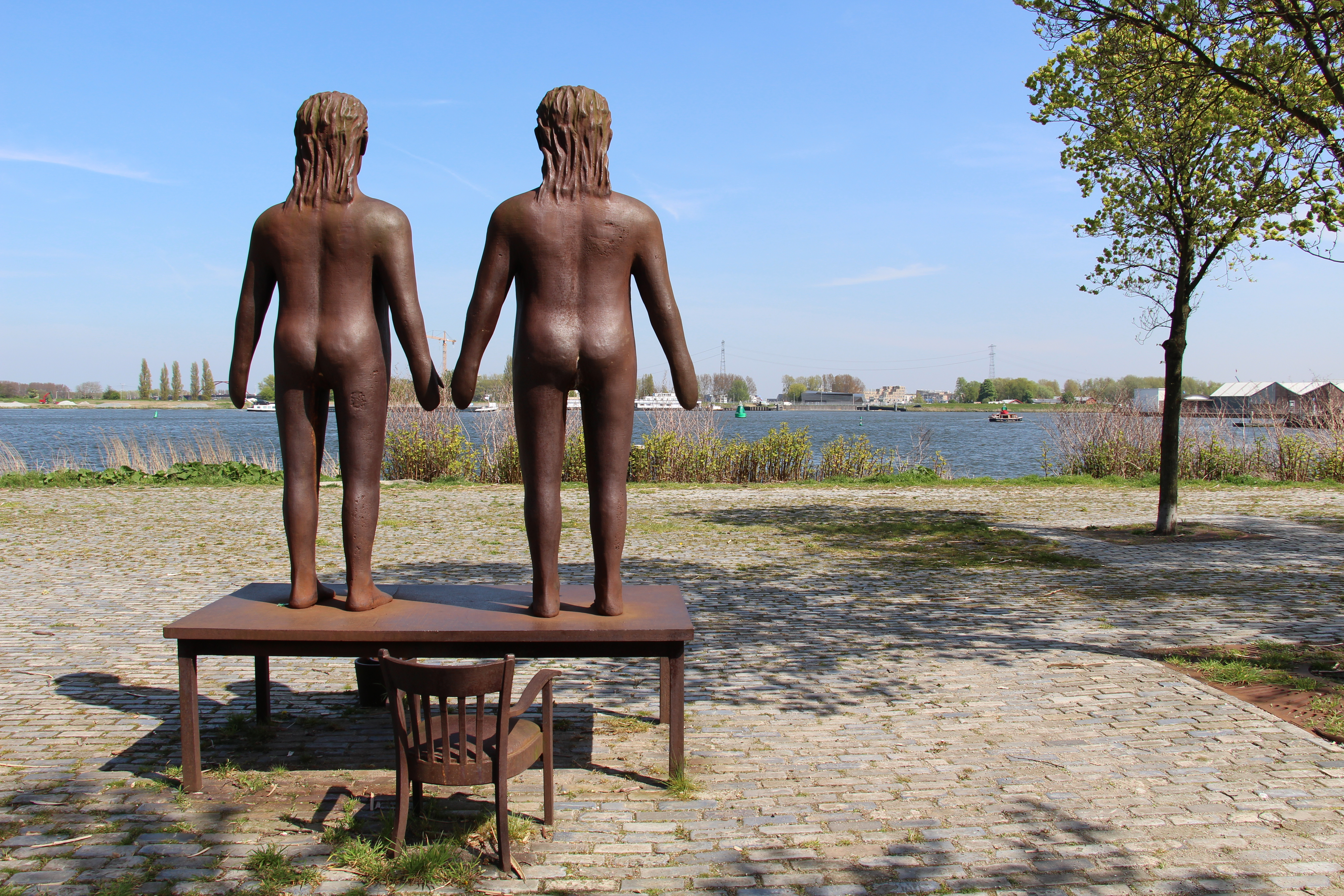
Fragment van een huiskamer (M. Manders, 2001), Tegelbergplein
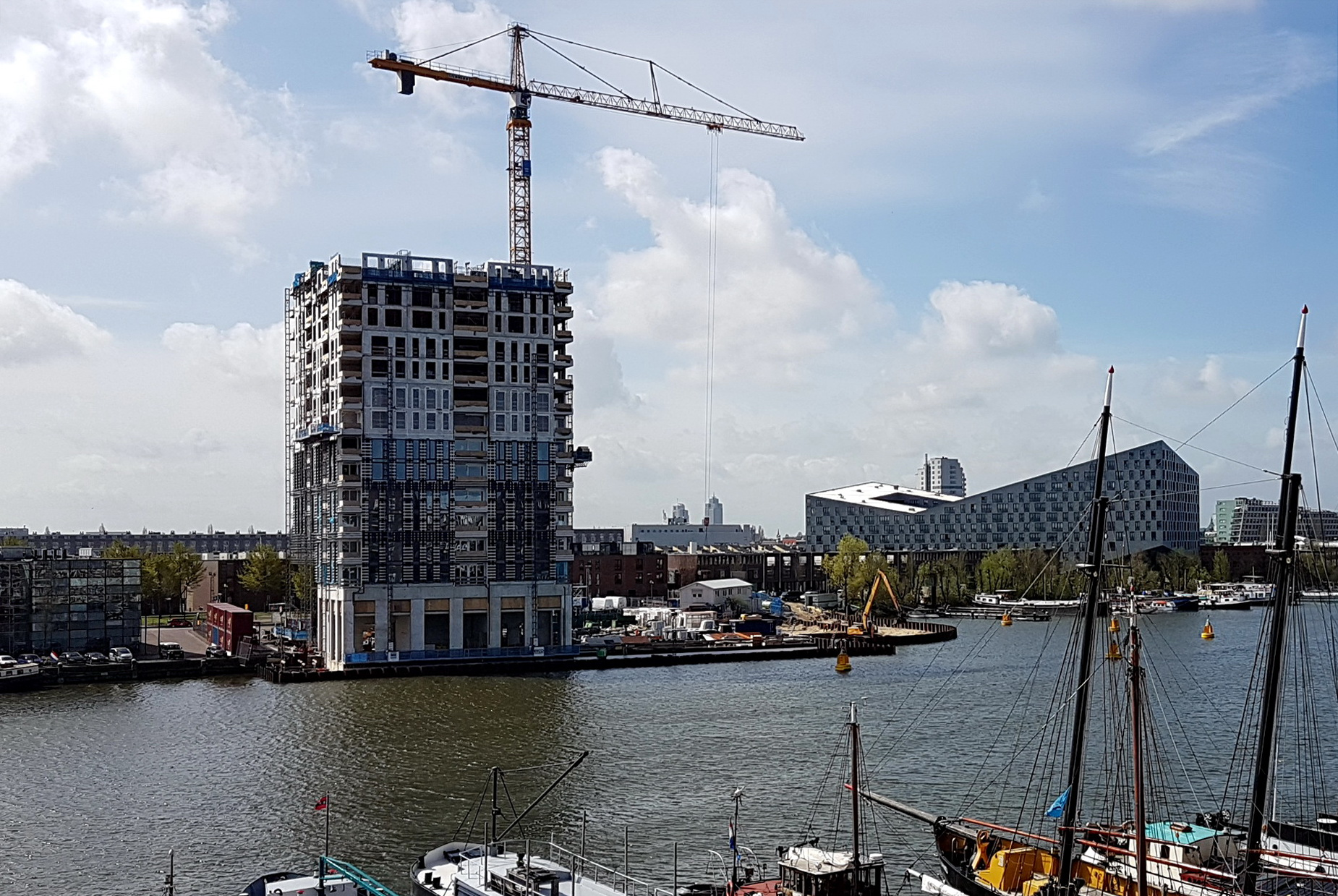
Steltloper in aanbouw (2018), rechts The Whale, gezien vanaf KNSM-eiland
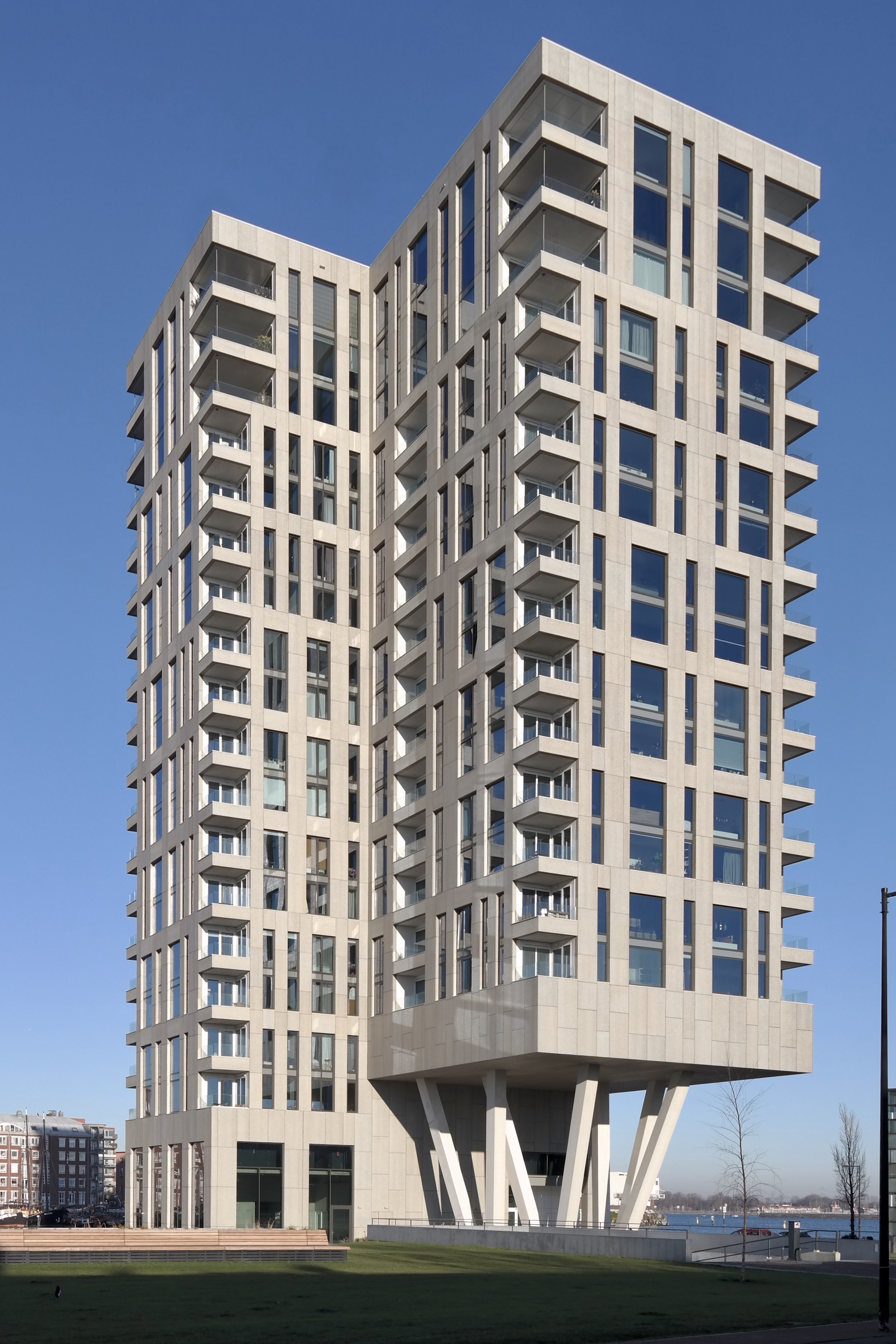
Woontoren Steltloper vlak na oplevering in 2018.
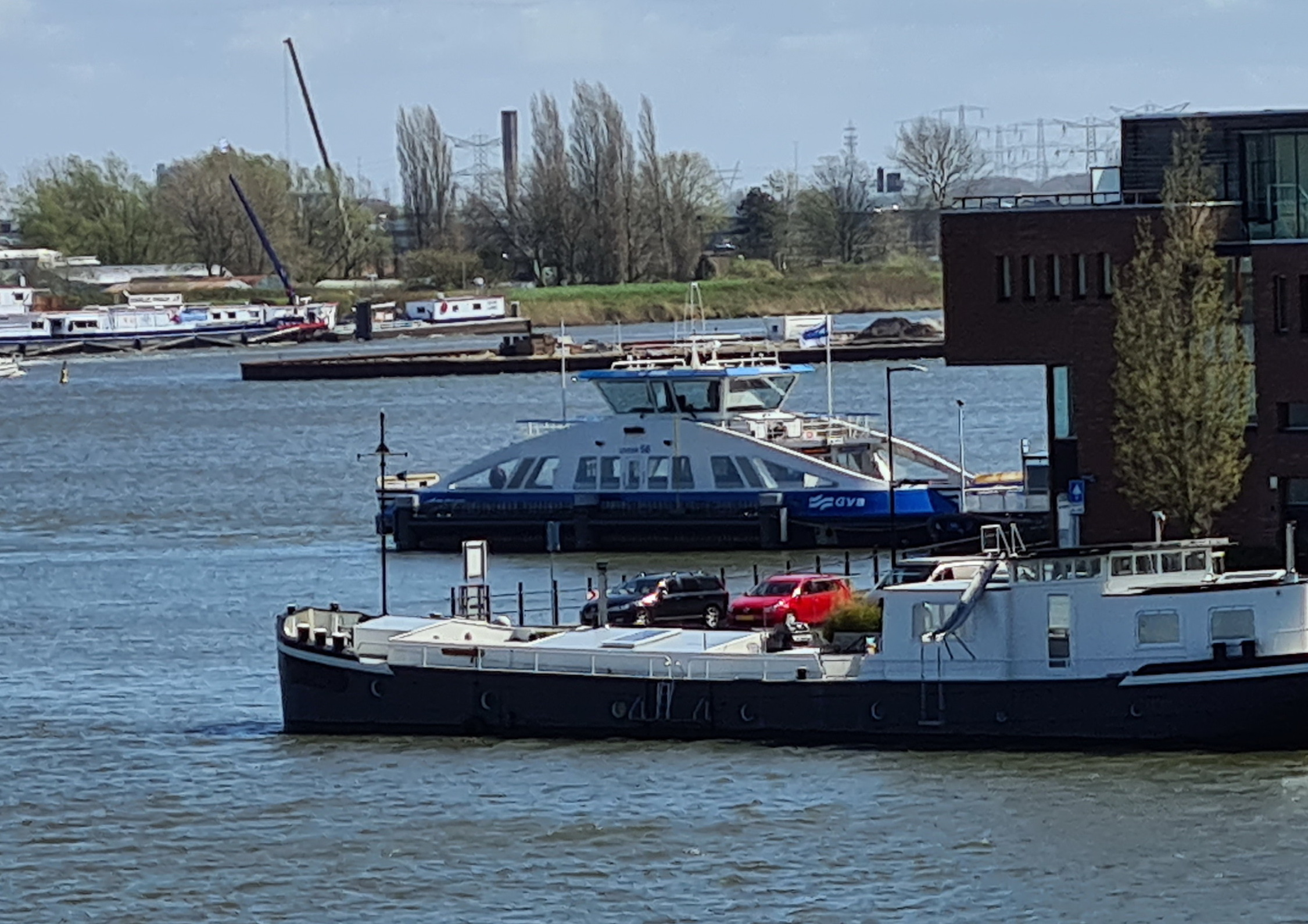
Veerpont Sporenburg-Zeeburgereiland (2023)